# Calocypha laidlawi
Calocypha laidlawi – gatunek ważki z rodziny Chlorocyphidae; jedyny przedstawiciel rodzaju Calocypha. Występuje w południowo-zachodnich Indiach.